# 夢をそだてよう
『夢をそだてよう』（ゆめをそだてよう）は、1963年11月7日から1964年4月16日まで日本テレビ系列局で放送されていた日本テレビ製作のバラエティ番組である。不二家の一社提供。全24回。放送時間は毎週木曜 19:00 - 19:30 （日本標準時）。

## 概要
坂本九が妹役の大貫ゆみ子と祖母役の沢村貞子、さらに友人役の役者たちを交えての面白おかしなやりとりでムードを作り上げていき、その後にショーを行っていた番組。
この番組の終了後、それまで月曜19:30枠で放送されていた『ニッケ・アベック歌合戦』（読売テレビ製作）が一時的にこの木曜19:00枠へ移動した。以来この時間帯は、1972年5月に『タッチ!タッチ!タッチ!』が終了するまで読売テレビ製作枠となった（1967年10月 - 1968年3月放送の『木馬座と遊ぼう』のみ日本テレビ製作）。

## 出演者
- 坂本九
- 大貫ゆみ子
- 沢村貞子
- 青島幸男
- 入江美樹
- 加賀まりこ

## スタッフ
- 構成：伊藤裕宏、津瀬宏
- 音楽：中村八大
- 振付：小井戸秀宅
- 演出：秋元近史